# 藤原時経
藤原 時経（ふじわら の ときつね）は、平安時代後期の貴族。

## 経歴
藤原北家勧修寺流吉田家、権大納言・吉田経房の次男。官位は従五位下・肥後守。
『尊卑分脈』によると不孝逐電とある。
薩摩国・大隅国の肥後氏は時経の子孫とされる。
- 治承4年（1180年）
  - 2月21日：正六位上叙任。六位蔵人補任。元非蔵人、春宮蔵人
  - 3月4日：左近将監兼任（蔵人一臈）
  - 4月21日：六位蔵人去。従五位下叙爵。左近将監如元
- 治承5年（1181年）3月26日：肥後守（蔵人巡）[2]

## 系譜
- 父：吉田経房
- 母：従四位下皇后宮亮・藤原顕憲の娘
- 異母兄：吉田定経
- 妹：滋野井公時室
- 妹：平時実室